# Complexe ate
En chimie, un complexe ate est un sel formé par la réaction entre un acide de Lewis et une base, résultant en un accroissement de la valence de son atome central. 
Le suffixe « ate » est alors placé sur l'élément en question ; par exemple, le complexe ate du bore est appelé borate. Ainsi, le triméthylborane et le méthyllithium réagissent pour former le composé ate Me4B−Li+, ou tétraméthylborate de lithium. Ce concept a été introduit en 1958 par Georg Wittig,. Ce terme est en général réservé aux complexes de métaux des groupes 2, 11 et 12.
Les complexes ate sont inversement analogues aux composés onium. Les bases de Lewis forment des ions onium lorsque l'atome central gagne une ou plusieurs liaisons et devient un cation. Les acides de Lewis forment des ions -ate lorsque leur atome central gagne une ou plusieurs liaison, et devient un anion.